# William King-Noel, 1. Earl of Lovelace

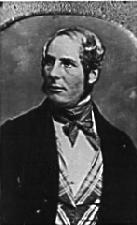
William King-Noel, 1. Earl of Lovelace

William King-Noel, 1. Earl of Lovelace, FRS (geborener King, * 21. Februar 1805 in London; † 29. Dezember 1893 in East Horsley) war ein britischer Peer und Wissenschaftler.

## Leben und Familie
Lovelace war der älteste Sohn von Peter King, 7. Baron King, aus dessen Ehe mit Lady Hester Fortescue, Tochter des Hugh Fortescue, 1. Earl Fortescue. Er wurde in der St Margaret’s Church in Westminster getauft. Der Unterhausabgeordnete Hon. Peter John Locke King (1811–1885) war sein jüngerer Bruder.
Er besuchte das Eton College und studierte Mathematik am Trinity College der Universität Cambridge.
Beim Tod seines Vaters erbte er am 4. Juni 1833 dessen Titel als 8. Baron King, einschließlich des damit verbundenen Sitzes im House of Lords. Am 30. Juni 1838 wurde er zum Earl of Lovelace und Viscount Ockham erhoben. 1840 wurde er zum Lord Lieutenant von Surrey ernannt. Diese Funktion übte er bis zu seinem Tod aus. Am 25. November 1841 wurde als Fellow in die Royal Society aufgenommen. 1860 ergänzte er seinen Familiennamen von „King“ zu „King-Noel“.
Er heiratete 1835 Augusta Ada Byron, die einzige legitime Tochter des Dichters George Noel, 6. Baron Byron, mit der er drei Kinder hatte:
- Byron King-Noel, Viscount Ockham, 12. Baron Wentworth (1836–1862);
- Anne Isabella King-Noel, 15. Baroness Wentworth (1837–1917), ⚭ Wilfrid Scawen Blunt;
- Ralph Gordon King-Milbanke, 2. Earl of Lovelace (1839–1906), ⚭ (1) 1869 Fannie Heriot, ⚭ (2) 1880 Mary Caroline Stuart-Wortley.

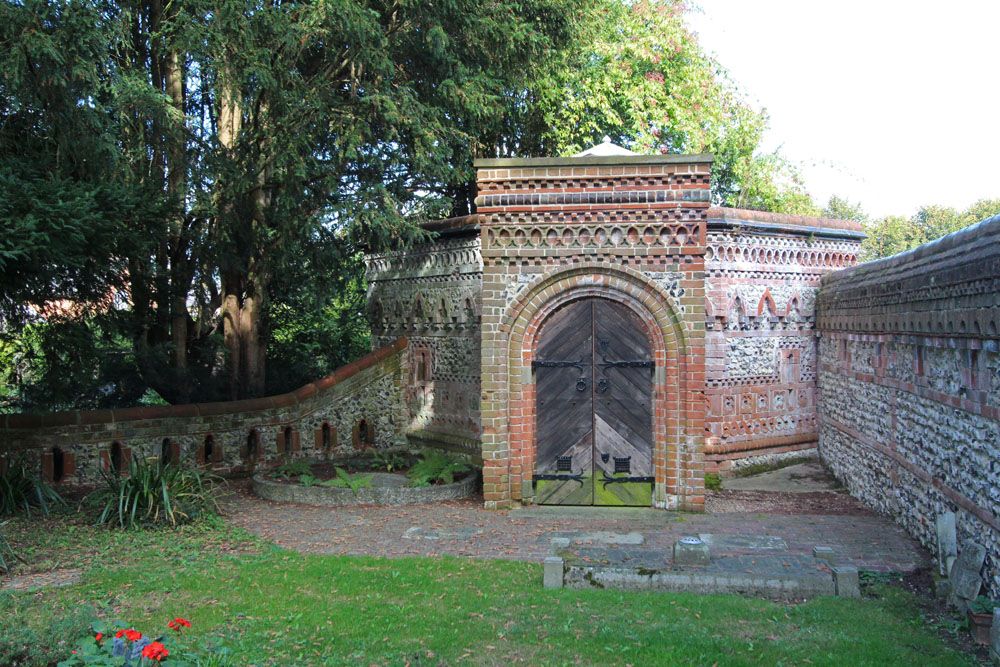
Das Mausoleum des 1. Earl of Lovelace im Kirchhof der Martin's Church, East Horsley

Er unterstützte seine Frau, die heute als eine der Pioniere der Informatik gilt, bei ihren mathematischen Studien und Arbeiten.
Nach deren Tod 1852 heiratete er 1865 in zweiter Ehe Jane Jenkins, mit der er einen Sohn hatte:
- Lionel Fortescue King, 3. Earl of Lovelace (1865–1929), ⚭ 1895 Lady Edith Anson, Tochter des Thomas Anson, 2. Earl of Lichfield.

Der Earl of Lovelace erwarb das Anwesen Horsley Towers in East Horsley. 1869 war er der Schirmherr beim Wiederaufbau des Chors und des Kirchenschiffs der dortigen Pfarrkirche St Martin’s. Er ließ ferner die Kirchhofmauer wiederaufbauen und ließ sich auf dem Kirchhof ein Mausoleum errichten.
Lord Lovelace starb am 29. Dezember 1893 im Alter von 88 Jahren und wurde in seinem Mausoleum auf dem Kirchhof der Martin’s Church in East Horsley bestattet, das er bereits zwanzig Jahre vor seinem Tod hatte errichten lassen und in dem 1908 auch seine zweite Gattin bestattet wurde. Sein Nachfolger als Earl war sein zweiter und ältester überlebender Sohn Ralph.